# Moj papa - idealist
Moj papa - idealist (russisk: Мой папа — идеалист) er en sovjetisk spillefilm fra 1980 af Vladimir Bortko.

## Medvirkende
- Vladislav Strzjeltjik som Sergej Petrov
- Jurij Bogatyrjov som Boris Petrov
- Natalja Varlej som Aljona
- Irina Skobtseva
- Ivan Dmitriev som Ivan Sergejevitj